# George Adams (Fußballspieler, vor 1889)
George Adams (* in Ayrshire) war ein schottischer Fußballspieler. 

## Karriere
Adams spielte in der Saison 1888/89 für Norton Park im Scottish FA Cup und war zudem für den Glasgower Klub FC Cowlairs und den FC Kilmarnock aktiv, für den er aber zu keinem Einsatz im Scottish FA Cup oder in der Division Two, der der Klub zur Saison 1895/96 beitrat, kam. Im Februar 1896 wechselte er in den Nordosten Englands zum Zweitligisten Newcastle United, dessen Mannschaft zum Großteil aus schottischen Spielern bestand. Die Läuferreihe bildeten zu jener Zeit das Trio James Stott, Jack Ostler und Tommy Ghee, die den Klub 1898 auch zum Aufstieg führten. Für Adams blieb daher bis zu seinem Abgang am Ende der Saison 1896/97 nur die Rolle des Ergänzungsspielers, in der er zu insgesamt 13 Ligaeinsätzen (1 Tor) kam. 
In der Folge spielte Adams für Hebburn Argyle in der Northern League, soll dann ab 1899 vier Jahre in der Southern League gespielt haben, bevor er 1903 zu Darlington St Augustines erneut in die Northern League wechselte, was zugleich seine letzte dokumentierte Station darstellt.